# Березнецово
Березнецово — село в Ступинском районе Московской области в составе Городского поселения Малино (до 2006 года — центр Березнецовского сельского округа). На 2016 год в Березнецово 8 улиц, 1 переулок и 1 проезд. Село связано автобусным сообщением с посёлками Малино, Михнево и соседними населёнными пунктами. Впервые в исторических документах упоминается в 1577 году, как сельцо Борзецово. Название Березнецово — с 1960-х годов. В селе с 1696 года существовала каменная церковь Рождества Христова, вновь построенная из кирпича в русском стиле в 1860—1887 годах (в ведомости страховой оценки церковных строений от 1910 года указано, что церковь построена в 1887 году ). В настоящее время заброшена, в аварийном состоянии.

## Население
| 2002 | 2006  | 2010  |
| ---- | ----- | ----- |
| 1300 | ↘1294 | ↘1209 |

Березнецово расположено в центральной части района, на реке Городенка (правый приток реки Северка), высота центра села над уровнем моря — 162 м. Село, фактически, западная окраина Малино, через Березнецово проходит Московское большое кольцо.

## История
Историческое название Березнецово - Борзецово. Свое название оно получило по погосту Борзецову, в 1960-е гг. трансформировавшись в Березнецово .
При сельце Борзецово находилась помещичья усадьба Беляевых. Один из ее владельцев - ученый-ботаник Владимир Иванович Беляев, который родился в Борзецово. Его брат, Николай Иванович Беляев, был земским врачом в селе Малино Коломенского уезда . 
В 1934 году в Березнецово (тогда оно еще называлось “Борзецово”) была открыта немецкая начальная школа (работу начала в 1935 году), в которой преподавание велось на немецком языке. Данная школа обслуживала совхоз “Красная Заря № 1” .